# Rainford Kalaba
Rainford Kalaba (Kitwe, 1986. augusztus 14. – 2024. április 13.) zambiai válogatott labdarúgó, jelenleg a TP Mazembe játékosa.

## Sikerei, díjai
Zambia
- Afrikai nemzetek kupája (1): 2012